# Neobodonida
Neobodonida es un grupo de protistas de vida libre, alguna especie probablemente endocomensal, incluido en la clase Kinetoplastea. Son biflagelados, con ambos flagelos usualmente carentes de pelos, estando el flagelo posterior libre o adherido a la célula. Son fagotrofos con un citostoma apical, asociado con un prominente preflagelar rostrum. El cinetoplasto es de tipo policinetoplasto o eucinetoplasto.